# Liste des évêques d'Apt
Pour un article plus général, voir Ancien diocèse d'Apt.
La liste des évêques d'Apt recense le nom des évêques qui se sont succédé sur le siège du diocèse d'Apt, dans la région historique de la Provence (Dauphiné), dans l'actuel département du Vaucluse, en France. Apt est le siège de l'évêché.
L'évêché a été supprimé le 29 novembre 1801 et son territoire diocésain rattaché à celui de l'archidiocèse d'Avignon. Depuis janvier 2009, Apt est restauré en tant que siège titulaire de l'Église catholique.

## Les évêques par période
La liste épiscopale présentée repose sur le Cartulaire de l'Église d'Apt (CA), Gallia Christiana (GC) et la Gallia christiana novissima (GCN, 1899-1920). Elle est amendée, pour les premiers évêques, notamment par les travaux de Louis Duchesne (1894, 1907), de Jean-Pierre Poly (1976) ou encore Florian Mazel (2000, 2002).
- 96 — 102 ? : saint Auspice, premier évêque et martyr.
- 260 ? : saint Leonius, martyr.
- fin du IIIe siècle — IVe siècle : les auteurs de la GCN ne rentienent pas les noms donnés par la tradition jusqu'à saint Quentin, les considérants comme peu probables car sans preuves.
- 394 — 398 : Octavius (Abs de la GCN)
signataire au synode de Nîmes.
- 400 — 410 ? : saint Quentin (Quintinus)
- 410 — 423 ? : saint Castor, fondateur de l'abbaye de Mananque (Ménerbes).
- 431 ? — 436 : Auxonius (?).
- 439 — 442 : Julius (Iulius).
Abs. du GC, ajouté à la GCN. Présent aux conciles de Riez (439), d'Orange (441) et Vaison (442)[1].
- 517 — 545 : Prétextat (Praetextatus).
présent au concile d'Épaone (517), aux synodes de 524, 529, 533, au quatrième concile d'Orléans (541)[1].
(?) 546 : Eusèbe. Marqué par le GC, remis en cause par la GCN et abs. de Duchesne.
- 549 — 573 : Clémentin (Clémentinus).
présent à plusieurs conciles nationaux (549, 552/53, 573) ainsi que le Concile d'Arles (554)[1].
- 581 — 585 : Pappus.
présent au Premier concile de Mâcon (581) et à celui de Valence (584), représenté au Second concile de Mâcon (585)[2].
- 614 : Innocent (Innocentius).
Abs. du GC, ajouté à la GCN. Présent au Concile de Paris (614)[2].
- 788 : Magnéric (Magnericus).
signature au Concile de Narbonne (788)[2].
- 853 : Trutbert (Trudbertus).
présent à l'assemblée de Sermorens (v. 853/58)[2].
- 863/67 : Paul Ier (Paulus).
mentionné dans un contrat avec l'évêque de Sisteron[2].
- 876/79 : Richard (Richardus).
présent au concile de Mantaille (876/79)[2].
(?) 885 : saint Sendard. Marqué par le GC, puis la GCN, mais contesté par Duchesne[2].
- 887 : Paul II.
- 951 — 955 (?) : Rostan/Rostang/Rostaing (?)
neveu de Griffon, comte [d'Apt][3]. Les auteurs de la CGN relèvent que le GC (et d'autres auteurs à sa suite) le place dans la liste, tout en soulignant qu'aucun acte ne le mentionne à cette période (notamment le Cartulaire d'Apt). Il pourrait être confondu avec Rostaing, évêque probablement d'Uzès[4].
- 960 — 964 : Arnulphe.
- 966 — 972[5] : Arnoux (Arnulf)
peut être le même que le précédent (?).
Vraisemblablement parent de la famille Castellane-Lacoste[5]. D'après Jean-Pierre Poly, ex-clerc arlésien, il devient évêque à la suite d'une donation conditionnelle de biens de son oncle, Guigue ex-clerc d'Arles et évêque de Gérone, à la cathédrale d'Arles[6].
- 973 - 988[5] : Nartold (Nortaldus)[7].
épiscopat, comme le précédent, marqué par une certaine tutelle de la famille Castellane-Lacoste[5].
la GCN donnait pour l'épiscopat de 965 à 984.
- 988 - 1008[5] : Thierry[8].
989 - 998 ? : Teudéric, Théodoric, selon la GCN (probablement le même que le précédent).
999 - 1110 ? : Ilbogus (Hilbog, Hilbold), selon la GCN, mais écarté par Mazel (2006).
- 1010 - 1046 : saint Étienne (Stephanus).
1046 ? : Laugier Ier. écarté par la GCN.
- 1048-1080 : Alfant, Alphant, Aufant, dit d'Agoult.
1095 ? — 1099 : Isoard. Non prouvé, absent du CA et de Mazel (2006).
1102 ? : Bertrand. La GCN ne tranche pas sur son existence. Absent de Mazel (2006).
- 1103 - ap. 1124 : Laugier d'Agoult (Laugerius, Leodegarius), neveu d'Alfant.
- 1140 - 1151 : Raimon/Raimond (et Rainard écarté par la GCN).
ancien moine de Saint-Gilles[8].
- 1158 - 1162 : Guilhem/Guillaume Ier.
- 1162 - 1182 : Peire/Pierre de Saint-Paul (de Sancto Paulo).
ancien prévôt de la cathédrale et juriste[8]. Appartient à l'entourage comtal (1168-1175)[9].
- 1184 - 1193 : Guiran de Viens († av. 1208).
fils d'Imbert [IV] de Viens, seigneur d'une partie d'Apt[9], issu d’une branche secondaire de la famille d'Agoult mais en conflit avec celle-ci[8]. Il reçoit de sa parenté leur part de la cité[9].
- 1208 - 1221 : Geofroi/Geoffroy Ier.
- 1221 - 1243 : Geofroi/Geoffroy II.
- 1243-1246 : Guillaume Centullion
- 1246-1256 : Geofroi Dalmas
- 1256-1268 : Pierre Baile
- 1268-1272 : Ripert de Viens
- 1272-1275 : Raimond Centullion
- 1275-1303 : Raimond Bot
- 1303-1319 : Hugues Bot, frère du précédent.
- 1319-1330 : Raimond Bot II, neveu des précédents.
- 1330-1331 : Guiraud de Languissel
- 1331-1332 : Bertrand Acciaioli
- 1332-1336 : Guillaume d'Astre
- 1336-1341 : Guillaume Audibert
- 1341-1342 : Guillaume Lamy, puis évêque de Chartres
- 1342-1348 : Arnaud
- 1348-1358 : Bertrand de Meissenier
- 1358-1361 : Elzéar de Pontevès
- 1362-1383 : Raimond Savini
- 1383-1390 : Géraud du Breuil
- 1390-1410 : Jean Fillet
- 1411-1412 : Pierre Perricaud
- 1412-1430 : Constantin de Pergola
- 1430-1437 : Étienne d'Épernay
- 1438-1466 : Pierre Nasondi
- 1467-1482 : Jean d'Ortigue
- 1482-1489 : Agricol de Panisse
- 1490-1494 : Jean Chabrol
- 1494-1527 ? : Jean de Montaigu
- 1527 ?-1533 : Jean de Nicolaï
- 1533-1540 : César Trivulce
- 1540-1559 : Pierre de Forlì
- 1560-1571 : Jean-Baptiste Rambaud de Simiane
- 1571-1587 : François de Simiane, frère du précédent
- 1587-1607 : Pompée de Periglio
- 1607-1628 : Jean Pélissier
- 1629-1670 : Modeste de Villeneuve-Arcs
- 1671-1695 : Jean de Gaillard
- 1696-1723 : Ignace de Foresta
- 1723-1751 : Jean-Baptiste de Vaccon, neveu du précédent
- 1752-1778 : Félicien Bocon de La Merlière
- 1778-1801 : Laurent-Michel Eon de Cély